# Elleanthus lateralis
Elleanthus lateralis là một loài thực vật có hoa trong họ Lan. Loài này được Garay mô tả khoa học đầu tiên năm 1978.